# اومالو
اومالو (به لاتین: Omalo) یک منطقهٔ مسکونی در گرجستان است که در کاختی واقع شده‌است. اومالو ۳۷ نفر جمعیت دارد و ۱٬۸۸۰ متر بالاتر از سطح دریا واقع شده‌است.